# Павлов, Василий Георгиевич
Васи́лий Гео́ргиевич Па́влов (18 апреля 1916 — 6 декабря 2017) — советский лётчик, полковник. Герой Советского Союза (1953), заслуженный лётчик-испытатель СССР, лауреат Сталинской премии (1953).

## Биография
Родился 18 апреля 1916 года в селе Белоусово сейчас (Наро-Фоминский район, Московская область). В 1933 году окончил 7 классов средней школы, затем техническое училище при Управлении Московских зрелищных предприятий.
С 1931 года — гримёр во МХАТе, проработал в театре 6 лет. В 1937 году окончил аэроклуб Свердловского района Москвы.
В РККА с ноября 1937 года. В 1938 году окончил Борисоглебскую военную авиационную школу лётчиков. Служил в строевых частях ВВС (Забайкальский военный округ).
Участник боёв на Халхин-Голе, служил в 22-м истребительном авиационном полку, совершил 35 боевых вылетов на истребителе И-15, лично сбил 1 вражеский самолёт.
Участвовал в Советско-финской войне, был командиром звена 149-го истребительного авиаполка. Совершил 19 боевых вылетов на истребителе И-153, в воздушных боях сбил 1 самолёт противника.
Участник Великой Отечественной войны с июня 1941 года, был командиром звена, заместителем командира авиаэскадрильи 149-го истребительного авиационного полка.
Участник оборонительных боёв на юге Украины, обороны Донбасса и Ростова-на-Дону. Совершил 229 боевых вылетов на истребителях И-153, МиГ-3 и ЛаГГ-3, в 32 воздушных боях лично сбил 2 и в составе группы 5 самолётов противника.
В 1942 году окончил курсы воздушно-стрелковой подготовки. С 1944 года по 1946 год — заместитель командира 26-го запасного авиационного полка по воздушно-стрелковой службе. В марте 1946 года Павлов ушёл в запас в звании майора.
До 1948 года работал командиром планерного отряда Центрального аэроклуба имени Чкалова. В 1950 году окончил курсы при школе лётчиков-испытателей.
В 1952 году вернулся в ВВС СССР.
До 1964 года — лётчик-испытатель КБ-1. Проводил испытания различной аппаратуры и автопилотов для крылатых ракет. С 1951 по 1952 годы совместно с Сергеем Анохиным и Фёдором Бурцевым провёл испытания пилотируемого аналога самолёта-снаряда КС («Комета-3»).
Указом Президиума Верховного Совета СССР от 3 февраля 1953 года за мужество и героизм, проявленные при испытании новой авиационной техники, майору Павлову было присвоено звание Героя Советского Союза.
С 1964 года по 1970 год — лётчик-испытатель НИИ Министерства радиопромышленности СССР, занимался испытаниями различного самолётного радиолокационного оборудования на самолётах Ил-18, Ил-28, МиГ-17, МиГ-19, Ту-104, Ту-124, Як-25.
В апреле 1970 года Павлов ушёл в запас в звании полковника. До 1982 года работал ведущим инженером в ЦКБ «Алмаз».
Проживал в Москве. Умер 6 декабря 2017 года. На момент смерти был самым пожилым Героем Советского Союза — в возрасте 101 года.

## Награды, звания и премии
- Герой Советского Союза:
  - медаль «Золотая Звезда» № 10866,
  - орден Ленина;
- три ордена Красного Знамени;
- орден Отечественной войны I степени;
- орден Отечественной войны II степени;
- два ордена Красной Звезды;
- Знак «Участнику боёв у Халхин-Гола»
- медали, в том числе иностранные;
- Заслуженный лётчик-испытатель СССР;
- Сталинская премия II степени (1953 год) — за выдающиеся изобретения и коренные усовершенствования методов производственной работы.